# Syncephalum
Syncephalum là một chi thực vật có hoa trong họ Cúc (Asteraceae).

## Loài
Chi Syncephalum gồm các loài: